# Fenestella angusta
Fenestella angusta is een mosdiertjessoort uit de familie van de Fenestellidae. De wetenschappelijke naam van de soort is voor het eerst geldig gepubliceerd in 1849 door Steininger.